# The Collection (Fernsehserie)
The Collection ist eine britische Fernsehserie des Anbieters Amazon Video. Sie kommt bisher auf einem Umfang von einer Staffel mit 8 Episoden. Im deutschsprachigen Raum erfolgte die Erstausstrahlung beim Bezahlsender RTL Passion ab 12. Juni 2017.

## Inhalt
Die Serie dreht sich um ein Pariser Haute-Couture-Haus, das am Ende des Zweiten Weltkriegs entstand.

## Besetzung und Synchronisation
Die deutschsprachige Synchronisation der Serie entstand durch die Bavaria Film Synchron GmbH, München unter Dialogbuch und Dialogregie von Johannes Keller.
- Richard Coyle als Paul Sabine
- Tom Riley als Claude Sabine
- Mamie Gummer als Helen Sabine
- Frances de la Tour als Yvette
- Jenna Thiam als Nina
- Max Deacon als Billy Novak
- Alix Poisson als Charlotte
- Alexandre Brasseur als Victor
- Irène Jacob als Marianne
- Poppy Corby-Tuech als Dominique
- Bethan Mary James als Juliette
- Sarah Parish als Marjorie Stutter
- James Cosmo als Jules Trouvier
- Michael Kitchen als Lemaire
- Allan Corduner als Bompard
- Stanley Townsend als Stanley Rossi
- Michelle Gomez als Eliette

## Veröffentlichung im deutschsprachigen Raum
Die Serie erschien am 25. August 2017 auf DVD.